# Barbara (imię)
Barbaraⓘ – imię żeńskie pochodzenia greckiego rozpowszechnione za sprawą łaciny. Wywodzi się od gr. Βαρβάρα (stgr. βαρβαρος – każdy kto nie był Grekiem) oznaczającego „barbarzyńcę”, a ściślej od jego łacińskiego odpowiednika w rodzaju żeńskim barbara, co oznacza „barbarzynkę”, czyli cudzoziemkę.
Św. Barbara z Nikomedii była według legendy męczennicą z przełomu III i IV wieku. Jest również kilka innych świętych z późniejszych czasów o tym imieniu.
Wśród imion nadawanych nowo narodzonym dzieciom, Barbara zajmuje 47. miejsce w grupie imion żeńskich.
Barbara imieniny obchodzi:
- 18 kwietnia, w dzień wspomnienia bł. Barbary Avrillot[2];
- 9 lipca, w dzień wspomnienia bł. Barbary Cui-Lian († 1900), należącej do grupy 120 męczenników chińskich[3];
- 20 września, w dzień wspomnienia św. Barbary Yi, Barbary Kim, Barbary Yi Chŏng-hŭi, Barbary Kwŏn Hŭi, Barbary Han A-gi, Barbary Cho Chŭng-i i Barbary Ko Sun-i, należących do grupy 103 męczenników koreańskich;
- 19 listopada, w dzień wspomnienia bł. Barbary z Bergamo[4];
- 4 grudnia, w dzień wspomnienia św. Barbary.

## Odpowiedniki w innych językach
- język rosyjski i język ukraiński – Варвара/Warwara (zdrobnienia rosyjskie: Warja, Warieńka, Warieczka, Wariusza, Warka, Wariusja)
- język białoruski – Варвара/Warwara lub Барбара/Barbara
- język czeski i język słowacki – Barbora
- esperanto  – Barbara[5]

## Znane osoby noszące to imię
- Barbara Adamiak – prawniczka, sędzia Naczelnego Sądu Administracyjnego, profesor nauk prawnych
- Barbara Babilińska – aktorka
- Barbara Bajer – pseudonim polskiej piosenkarki, Zdzisławy Sośnickiej
- Barbara Bargiełowska – aktorka
- Barbara Blida – polityk
- Barbara Bonney – amerykańska śpiewaczka
- Barbara Brylska – aktorka
- Barbara Burska – aktorka
- Barbara Bursztynowicz – aktorka
- Barbara Bush – żona 42. prezydenta USA George’a H.W. Busha
- Barbara Apolonia Chałupiec (Pola Negri) – aktorka
- Barbara d’Urso – włoska prezenterka stacji Canale 5
- Barbara Dex – belgijska piosenkarka
- Barbara Fijewska – aktorka
- Barbara Frittoli – włoska śpiewaczka
- Barbara Fusar-Poli – włoska łyżwiarka figurowa
- Barbara Halska – pianistka, kameralistka i pedagog
- Barbara Hendricks – śpiewaczka operowa
- Barbara Horawianka – aktorka
- Barbara Kałużna – aktorka
- Barbara Klimkiewicz – aktorka
- Barbara Kudrycka – minister nauki i szkolnictwa wyższego w rządzie Donalda Tuska
- Barbara Kurdej-Szatan – aktorka
- Barbara Krafftówna – aktorka
- Barbara Kulik – judoczka
- Barbara Kwiatkowska-Lass – aktorka
- św. Barbara Kwŏn Hŭi – święta katolicka
- Barbara Labuda – polityk, była minister
- Barbara Ludwiżanka – aktorka
- Barbara Modelska – aktorka
- Barbara Mularczyk – aktorka
- Barbara Nowacka – polityk
- Barbara Piasecka Johnson
- Barbara Piwnik – sędzia, prawniczka, była minister
- Barbara Pravi – piosenkarka i autorka tekstów
- Barbara Połomska – aktorka
- Barbara Rachwalska – aktorka
- Barbara Radziwiłłówna – jedna z żon Zygmunta Augusta
- Barbara Rosenkranz – austriacka polityk
- Barbara Rylska – aktorka
- Barbara Sass – polska reżyserka
- Barbara Sołtysik – aktorka
- Basia Stępniak-Wilk – wokalistka
- Barbra Streisand – aktorka amerykańska
- Barbara Ślizowska – gimnastyczka sportowa
- Barbora Špotáková – czeska lekkoatletka
- Barbara Tatara – Miss Polonia 2007
- Barbara Trelińska – polska historyczka
- Barbara Trzetrzelewska – piosenkarka
- Barbara Wachowicz – pisarka
- Barbara Wrzesińska – aktorka
- Barbara Wypych – aktorka

## Postacie fikcyjne noszące to imię
- Basia – bohaterka wodewilu Krakowiacy i Górale Wojciecha Bogusławskiego
- Basia Wołodyjowska z domu Jeziorkowska – bohaterka powieści Pan Wołodyjowski Henryka Sienkiewicza
- Barbara Niechcic z domu Ostrzeńska – bohaterka powieści Noce i dnie Marii Dąbrowskiej
- Barbara Białasówna - bohaterka serialu Polskie drogi, przyjaciółka Władysława Niwińskiego
- Barbara Lawina – bohaterka serialu Dom, pierwsza żona Andrzeja Talara

## Przysłowia związane z tym imieniem
- Barbórka Święta o górnikach pamięta
- Święta Barbara po wodzie, Boże Narodzenie po lodzie
- Święta Barbara po lodzie, Boże Narodzenie po wodzie